# Escola dominical
L'Escola Dominical, Escola Bíblica Dominical o EBD és una estructura educacional que ensenya la Bíblia i doctrina en cada església local de les Esglésies Protestants.
Fundades el 1780 per Robert Raikes, un periodista britànic, natural de Gloucester que va sentir preocupació per l'abandonament dels nens en els barris pobres de la seva ciutat. Raikes va començar a escriure articles sobre la seva preocupació, i aviat, molts creients es van unir per organitzar en diferents esglésies britàniques (anglicanes, metodistes, calvinistes i congregacionalistes) un sistema que ensenyarà a llegir i a escriure als nens pobres. Amb els anys, les escoles dominicals que ensenyaven primeres lletres es van fer prescindibles amb l'avanç de l'escolaritat pública. Així doncs, van començar a dedicar-se més bé a la formació religiosa de cada església per als seus nens.
Als Estats Units d'Amèrica, aquest programa eclesiàstic dominical es va ampliar per tota la seva família, especialment entre els baptistes, incloent cursos bíblics per totes les edats. Aquesta ampliació es va donar també a la majoria dels països de l'Amèrica Llatina.
A Espanya, la implantació tardana de les Escoles Dominicals va vindre a partir de l'any 1857 de la mà d'una organització catòlica, la Real Associació d'Escoles Domincals, dirigida fonamentalment a joves serventes i obreres. El 1905, el nombre d'Escoles Dominicals dependents de l'associació sumaven un total de 200 establiments, a les que assistien un total de 20.000 alumnes.